# Gabinet Merkel II

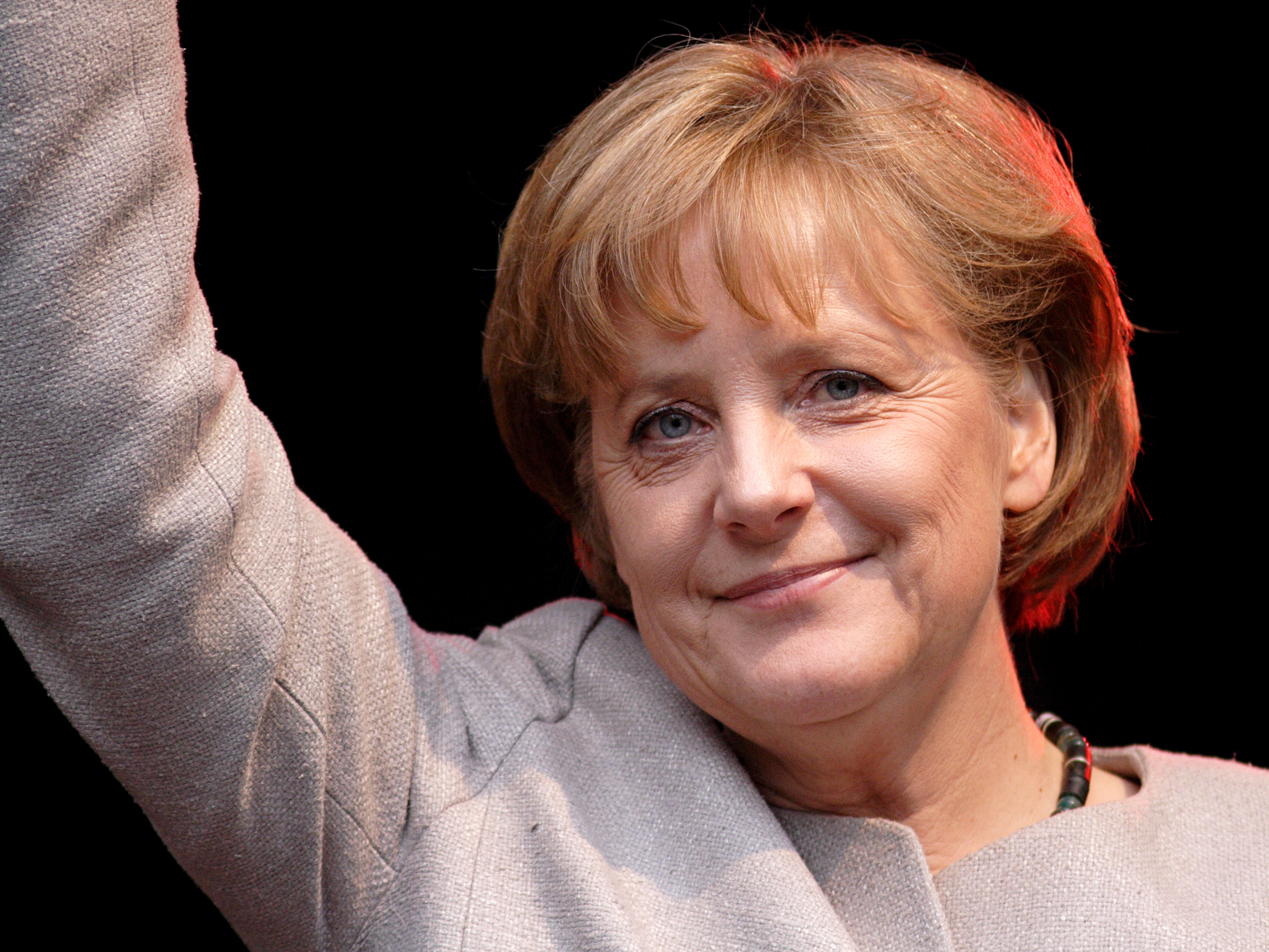
Angela Merkel, la Cancellera

El Gabinet Merkel II o Gabinet d'Angela Merkel II fou el gabinet de ministres del govern alemany, la Cancellera és Angela Merkel de la CDU, des del 28 d'octubre de 2009 fins al 17 de desembre de 2013. És un govern de triple coalició: els democristians de la Unió Demòcrata Cristiana d'Alemanya (CDU) i els de la Unió Social Cristiana de Baviera (CSU) i els liberals del Partit Democràtic Lliure (FDP).
Abans d'aquest gabinet de ministres hi havia el Gabinet Merkel I (CDU, CSU i SPD). Fou succeït pel Gabinet Merkel III (CDU, CSU i SPD).

## Composició
| XVII Legislatura (27/10/2009-17/12/2013) |
| Cancellera: Angela Merkel (CDU)          |

| 28 d'octubre de 2009                                           | 30 de novembre de 2009                            | 3 de març de 2011                                 | 12 de maig de 2011                          | 16 de maig de 2011                                       | 22 de maig de 2012                                       | 14 de febrer de 2013                        | 30 de setembre de 2013                      |                                             |                                       |                                       |                                       |
| Vicecanceller i Afers Exteriors                                | Guido Westerwelle (FDP) fins al 16.05.11          | Guido Westerwelle (FDP) fins al 16.05.11          | Guido Westerwelle (FDP) fins al 16.05.11    | Guido Westerwelle (FDP) fins al 16.05.11                 |                                                          |                                             |                                             |                                             |                                       |                                       |                                       |
| Vicecanceller, Economia i Tecnologia                           |                                                   |                                                   |                                             |                                                          | Philipp Rösler (FDP) des del 16.05.11                    | Philipp Rösler (FDP) des del 16.05.11       | Philipp Rösler (FDP) des del 16.05.11       | Philipp Rösler (FDP) des del 16.05.11       | Philipp Rösler (FDP) des del 16.05.11 | Philipp Rösler (FDP) des del 16.05.11 | Philipp Rösler (FDP) des del 16.05.11 |
| Afers Exteriors                                                |                                                   |                                                   |                                             |                                                          | Guido Westerwelle (FDP) des del 16.05.11                 | Guido Westerwelle (FDP) des del 16.05.11    | Guido Westerwelle (FDP) des del 16.05.11    | Guido Westerwelle (FDP) des del 16.05.11    |                                       |                                       |                                       |
| Treball i Afers Socials                                        | Franz Josef Jung (CDU) fins al 27.11.09           | Ursula von der Leyen (CDU) des del 30.11.09       | Ursula von der Leyen (CDU) des del 30.11.09 | Ursula von der Leyen (CDU) des del 30.11.09              | Ursula von der Leyen (CDU) des del 30.11.09              | Ursula von der Leyen (CDU) des del 30.11.09 | Ursula von der Leyen (CDU) des del 30.11.09 | Ursula von der Leyen (CDU) des del 30.11.09 |                                       |                                       |                                       |
| Medi Ambient, Conservació de la Naturalesa i Seguretat Nuclear | Norbert Röttgen (CDU) fins al 22.05.12            | Norbert Röttgen (CDU) fins al 22.05.12            | Norbert Röttgen (CDU) fins al 22.05.12      | Norbert Röttgen (CDU) fins al 22.05.12                   | Norbert Röttgen (CDU) fins al 22.05.12                   | Peter Altmaier (CDU) des del 22.05.12       | Peter Altmaier (CDU) des del 22.05.12       | Peter Altmaier (CDU) des del 22.05.12       |                                       |                                       |                                       |
| Economia i Tecnologia                                          | Rainer Brüderle (FDP) fins al 12.05.11            | Rainer Brüderle (FDP) fins al 12.05.11            | Rainer Brüderle (FDP) fins al 12.05.11      | Philipp Rösler (FDP) des del 12.05.11 i fins al 16.05.11 | Philipp Rösler (FDP) des del 12.05.11 i fins al 16.05.11 |                                             |                                             |                                             |                                       |                                       |                                       |
| Defensa                                                        | Karl-Theodor zu Guttenberg (CSU) fins al 03.03.11 | Karl-Theodor zu Guttenberg (CSU) fins al 03.03.11 | Thomas de Maizière (CDU) des del 03.03.11   | Thomas de Maizière (CDU) des del 03.03.11                | Thomas de Maizière (CDU) des del 03.03.11                | Thomas de Maizière (CDU) des del 03.03.11   | Thomas de Maizière (CDU) des del 03.03.11   | Thomas de Maizière (CDU) des del 03.03.11   |                                       |                                       |                                       |
| Afers Familiars, Gent Gran, Dones i Joventut                   | Ursula von der Leyen (CDU) fins al 30.11.09       | Kristina Schröder (CDU) des del 30.11.09          | Kristina Schröder (CDU) des del 30.11.09    | Kristina Schröder (CDU) des del 30.11.09                 | Kristina Schröder (CDU) des del 30.11.09                 | Kristina Schröder (CDU) des del 30.11.09    | Kristina Schröder (CDU) des del 30.11.09    | Kristina Schröder (CDU) des del 30.11.09    |                                       |                                       |                                       |
| Afers Especials i Cap de la Cancelleria                        | Ronald Pofalla (CDU)                              | Ronald Pofalla (CDU)                              | Ronald Pofalla (CDU)                        | Ronald Pofalla (CDU)                                     | Ronald Pofalla (CDU)                                     | Ronald Pofalla (CDU)                        | Ronald Pofalla (CDU)                        | Ronald Pofalla (CDU)                        |                                       |                                       |                                       |
| Interior                                                       | Thomas de Maizière (CDU) fins al 03.03.11         | Thomas de Maizière (CDU) fins al 03.03.11         | Hans-Peter Friedrich (CSU) des del 03.03.11 | Hans-Peter Friedrich (CSU) des del 03.03.11              | Hans-Peter Friedrich (CSU) des del 03.03.11              | Hans-Peter Friedrich (CSU) des del 03.03.11 | Hans-Peter Friedrich (CSU) des del 03.03.11 | Hans-Peter Friedrich (CSU) des del 03.03.11 |                                       |                                       |                                       |
| Educació i Recerca                                             | Annette Schavan (CDU) fins al 14.02.13            | Annette Schavan (CDU) fins al 14.02.13            | Annette Schavan (CDU) fins al 14.02.13      | Annette Schavan (CDU) fins al 14.02.13                   | Annette Schavan (CDU) fins al 14.02.13                   | Annette Schavan (CDU) fins al 14.02.13      | Johanna Wanka (CDU) des del 14.02.13        | Johanna Wanka (CDU) des del 14.02.13        |                                       |                                       |                                       |
| Salut                                                          | Philipp Rösler (FDP) fins al 12.05.11             | Philipp Rösler (FDP) fins al 12.05.11             | Philipp Rösler (FDP) fins al 12.05.11       | Daniel Bahr (FDP) des del 12.05.11                       | Daniel Bahr (FDP) des del 12.05.11                       | Daniel Bahr (FDP) des del 12.05.11          | Daniel Bahr (FDP) des del 12.05.11          | Daniel Bahr (FDP) des del 12.05.11          |                                       |                                       |                                       |
| Alimentació, Agricultura i Protecció del Consumidor            | Ilse Aigner (CSU) fins al 30.09.13                | Ilse Aigner (CSU) fins al 30.09.13                | Ilse Aigner (CSU) fins al 30.09.13          | Ilse Aigner (CSU) fins al 30.09.13                       | Ilse Aigner (CSU) fins al 30.09.13                       | Ilse Aigner (CSU) fins al 30.09.13          | Ilse Aigner (CSU) fins al 30.09.13          | Hans-Peter Friedrich (CSU) des del 30.09.13 |                                       |                                       |                                       |
| Finances                                                       | Wolfgang Schäuble (CDU)                           | Wolfgang Schäuble (CDU)                           | Wolfgang Schäuble (CDU)                     | Wolfgang Schäuble (CDU)                                  | Wolfgang Schäuble (CDU)                                  | Wolfgang Schäuble (CDU)                     | Wolfgang Schäuble (CDU)                     | Wolfgang Schäuble (CDU)                     |                                       |                                       |                                       |
| Transport, Construccions i Afers Urbans                        | Peter Ramsauer (CSU)                              | Peter Ramsauer (CSU)                              | Peter Ramsauer (CSU)                        | Peter Ramsauer (CSU)                                     | Peter Ramsauer (CSU)                                     | Peter Ramsauer (CSU)                        | Peter Ramsauer (CSU)                        | Peter Ramsauer (CSU)                        |                                       |                                       |                                       |
| Cooperació Econòmica i Desenvolupament                         | Dirk Niebel (FDP)                                 | Dirk Niebel (FDP)                                 | Dirk Niebel (FDP)                           | Dirk Niebel (FDP)                                        | Dirk Niebel (FDP)                                        | Dirk Niebel (FDP)                           | Dirk Niebel (FDP)                           | Dirk Niebel (FDP)                           |                                       |                                       |                                       |
| Justícia                                                       | Sabine Leutheusser-Schnarrenberger (FDP)          | Sabine Leutheusser-Schnarrenberger (FDP)          | Sabine Leutheusser-Schnarrenberger (FDP)    | Sabine Leutheusser-Schnarrenberger (FDP)                 | Sabine Leutheusser-Schnarrenberger (FDP)                 | Sabine Leutheusser-Schnarrenberger (FDP)    | Sabine Leutheusser-Schnarrenberger (FDP)    | Sabine Leutheusser-Schnarrenberger (FDP)    |                                       |                                       |                                       |